# Meant to Be
Meant to Be is een nummer van de Amerikaanse zangeres Bebe Rexha uit 2018, in samenwerking met het countryduo Florida Georgia Line. Het is de tweede single van Rexha's tweede EP All Your Fault: Pt. 2.
Het nummer werd een grote hit in Noord-Amerika en Oceanië, en een bescheiden hit in Europa. In de Amerikaanse Billboard Hot 100 haalde het de 2e positie. In de Nederlandse Top 40 haalde het de 7e positie. In Vlaanderen had het nummer echter minder succes met een 34e positie in de Ultratop 50.